# BURN (NEWSの曲)
『BURN』（バーン）は、日本の男性アイドルグループ・NEWSの27作目のシングル。2021年6月30日にJohnny's Entertainment Recordから発売。

## 概要
「BURN」は読売テレビ・日本テレビ系TVアニメ『半妖の夜叉姫』壱の章第2クール（2021年1月クール）オープニングテーマでハードなロックナンバー。"BURN"には「心を燃やせ」というメッセージが込められており、ハイトーンのメロディーやラップ、ハーモニーといった要素が詰め込まれたサウンドに仕上がっている。ミュージックビデオは火花散る圧巻の世界観で、スタンドマイクで熱唱するメンバーの姿が見どころとなっている。

## リリース
初回盤A（CD+DVD）、初回盤B（CD+DVD）、通常盤（CDのみ）の3形態でのリリース。

### 特典
3仕様購入特典：（1）から（3）の3枚1口で「NEWS STORY “その先へ”」（STORY TOURのLIVEダイジェストとオフショット、およびBURNのLIVE Ver.）のストリーミング配信が視聴可能となる。
- 初回盤A - ストリーミング配信視聴ID（1）封入
- 初回盤B - ストリーミング配信視聴ID（2）封入
- 通常盤 - ストリーミング配信視聴ID（3）封入（初回プレスのみ）

### 仕様
- 初回盤A - 6面12Pジャケット[9]
- 初回盤B -  6面12Pジャケット[9]
- 通常盤 - 4面8Pジャケット[9]

## 収録曲

### CD

#### 通常盤
1. BURN
  - 作詞：AKIRA・ヒロイズム、作曲・編曲：ヒロイズム
  - 読売テレビ・日本テレビ系TVアニメ『半妖の夜叉姫』壱の章第2クール（2021年1月クール[10]）オープニングテーマ[9]
2. 鳴神舞
  - 作詞：篠原とまと、作曲・編曲：伊藤賢・辻村有記
  - 「なるかみ」と読む[9]。
3. FLY HIGH
  - Written & Produced by Shintaro Yasuda, her0ism
4. Champagne Gold（STUDIO LIVE RECORDING Ver.）
  - 作詞：篠原とまと、作曲・編曲：伊藤賢・辻村有記
  - 26thシングル通販盤のカップリング曲のSTUDIO LIVE RECORDINGバージョン。
5. BURN（オリジナル・カラオケ）
6. 鳴神舞（オリジナル・カラオケ）
7. FLY HIGH（オリジナル・カラオケ）
8. Champagne Gold（STUDIO LIVE RECORDING KARAOKE Ver.）（オリジナル・カラオケ）

#### 初回盤A
1. BURN
2. 鳴神舞
3. 神様になりたいわけじゃない
  - 作詞：ヒロイズム・篠原とまと、作曲・編曲：ヒロイズム

#### 初回盤B
1. BURN
2. 鳴神舞
3. BURN（STUDIO LIVE RECORDING Ver.）
  - 27thシングルのスタジオライブ録音バージョン。

### DVD

#### 初回盤A
- 「BURN」Music Clip & Making

#### 初回盤B
- STUDIO LIVE RECORDING
  - BURN
  - Champagne Gold
  - 日はまた昇る
  - SNOW EXPRESS

## チャート成績
7月12日付のオリコン週間シングルランキングによると、初週14.8万枚を売上げて1位を獲得した。
Billboard JAPANでは、7月7日公開の"Top Singles Sales"では週間1位を獲得。総合ソング・チャート"JAPAN HOT 100"においてはCDセールス、Twitter、ルックアップの3冠は達成したものの、他の指標が伸びなかったため、BTSの「Butter」に次ぐ総合2位となった。また、アニメチャート“JAPAN Hot Animation”ではCDセールス、ルックアップ、ラジオ、Twitterの4指標で1位を記録し、アニメ総合1位を獲得。前週まで14週にわたって獲得し続けていたYOASOBIの「怪物」の連続1位を初めて止めた作品となった。

## 収録映像作品
BURN
- Johnny's Festival 〜Thank you 2021 Hello 2022〜（Hey! Say! JUMPとSexy Zoneとのコラボ）
- NEWS LIVE TOUR 2022 音楽
- NEWS 20th Anniversary LIVE 2023 in TOKYO DOME BEST HIT PARADE!!! 〜シングル全部やっちゃいます〜